# Llista de peixos del riu Cross

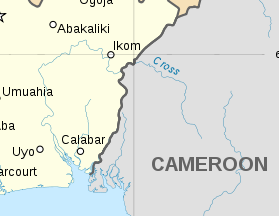
Localització del riu Cross entre el Camerun i Nigèria

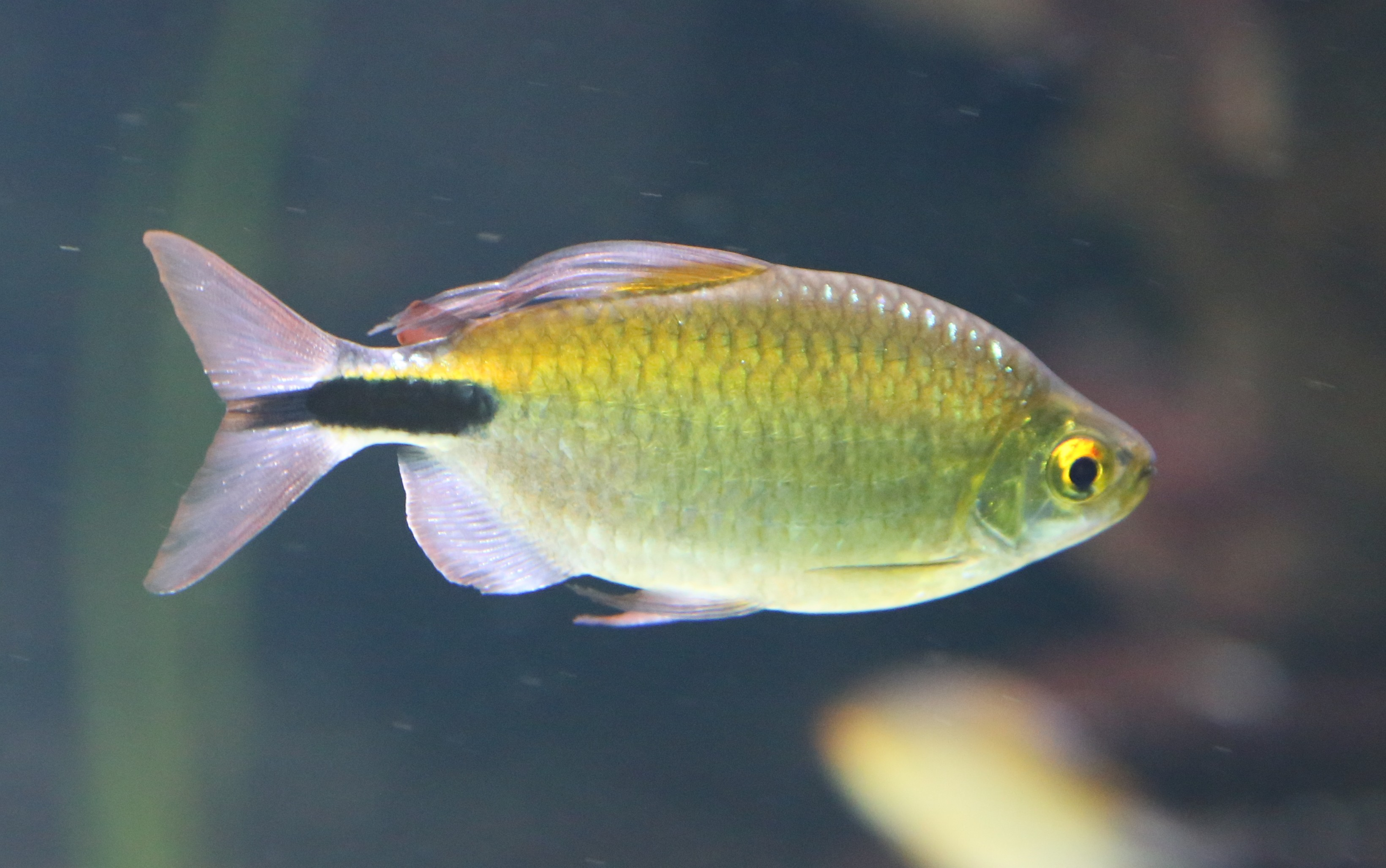
Brycinus longipinnis

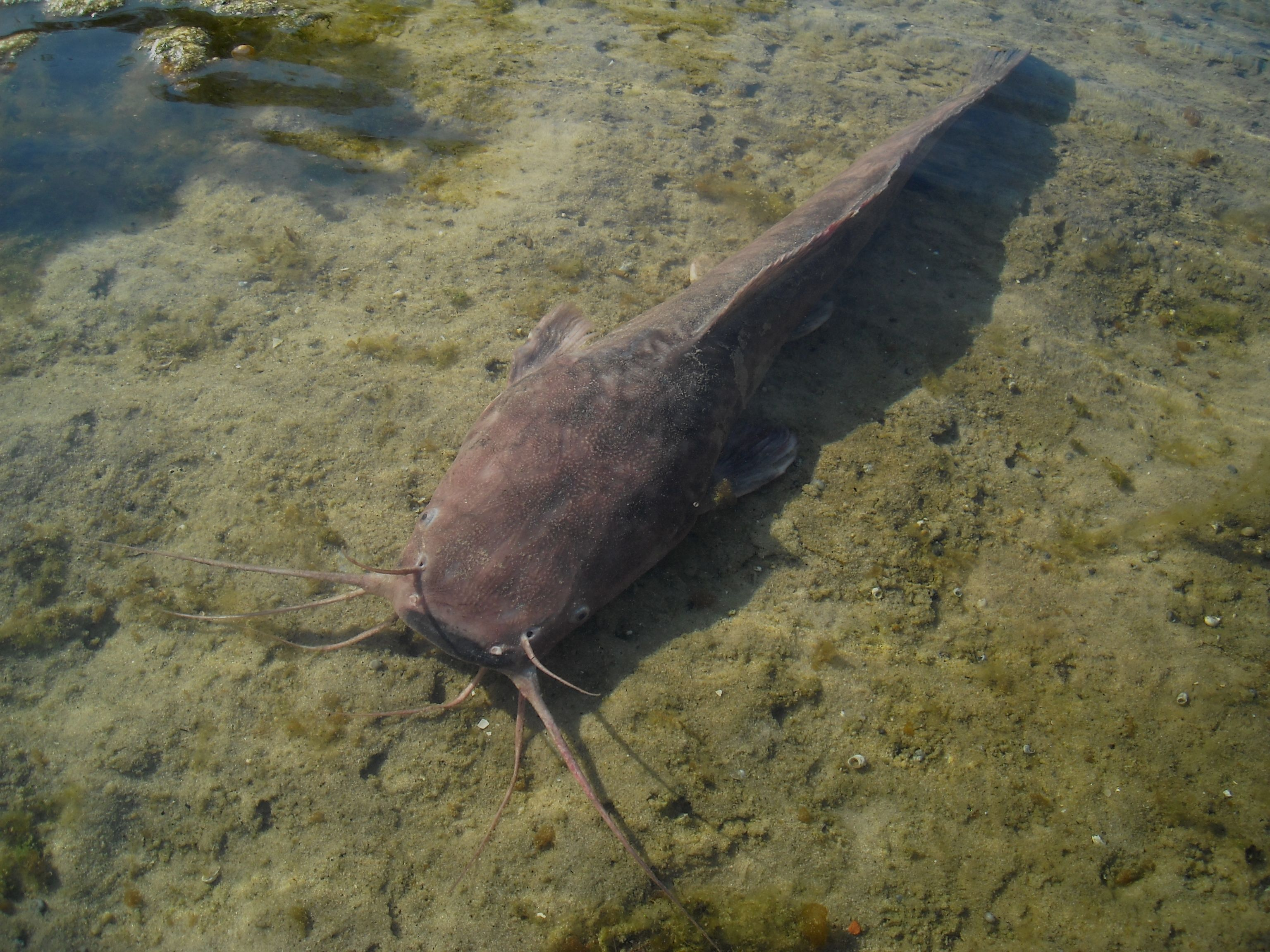
Clarias anguillaris

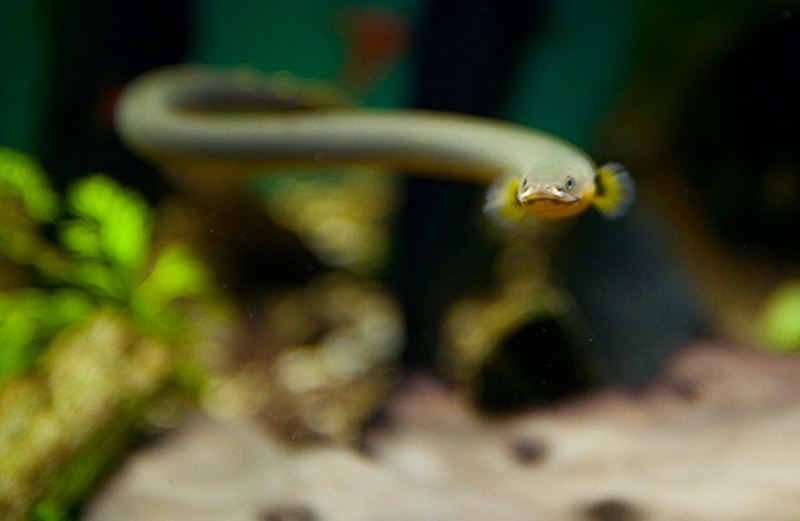
Erpetoichthys calabaricus

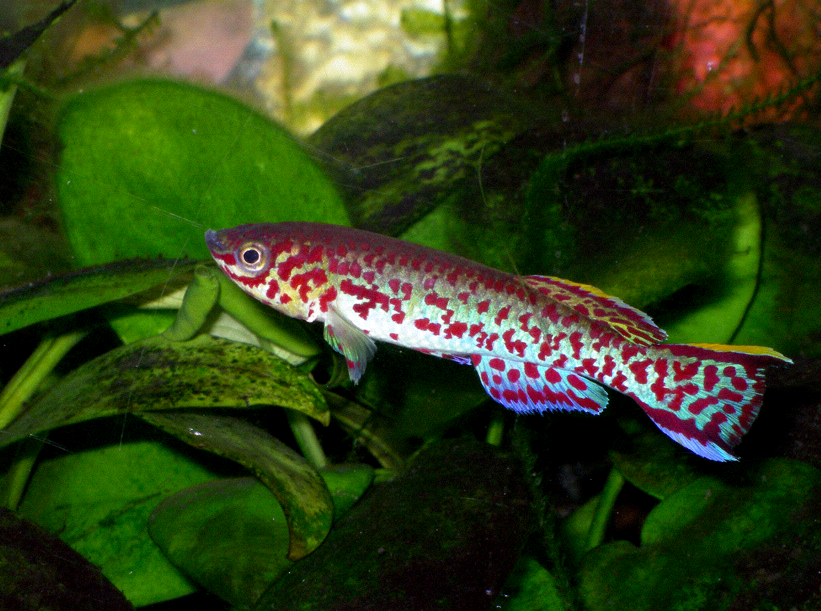
Fundulopanchax gardneri

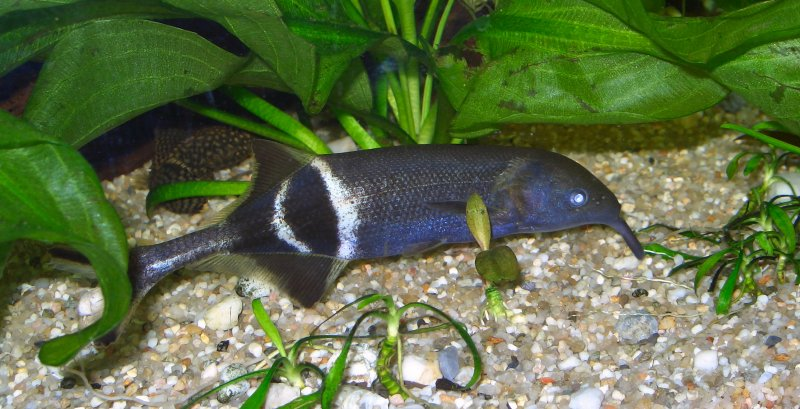
Gnathonemus petersii

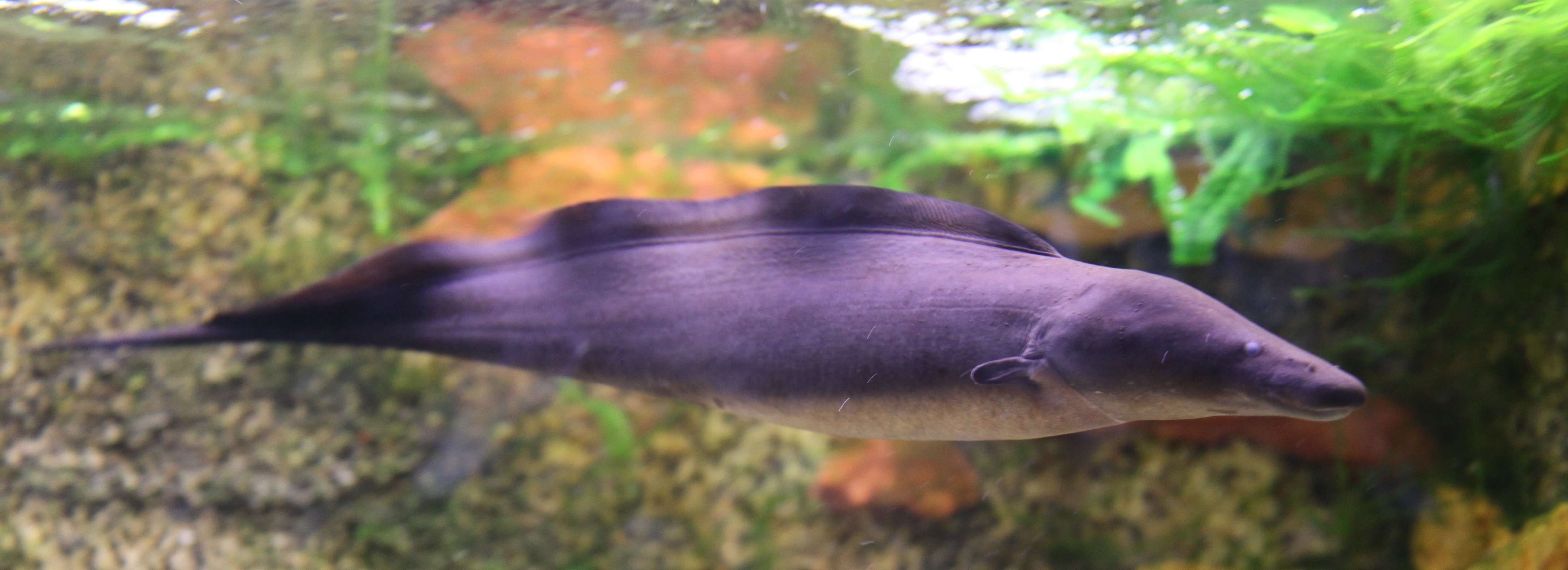
Gymnarchus niloticus

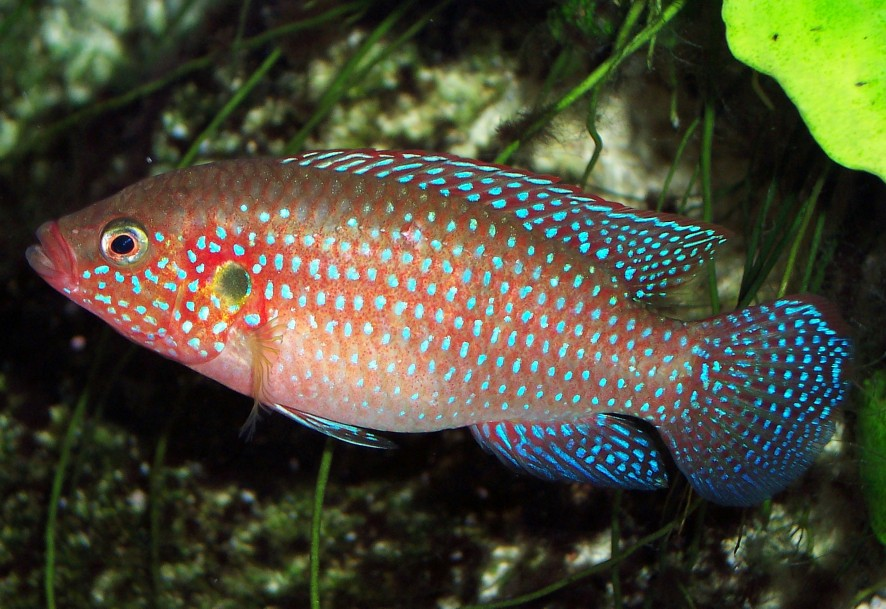
Hemichromis bimaculatus

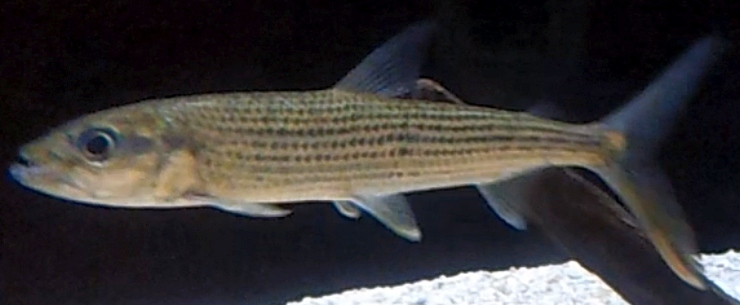
Hydrocynus forskahlii

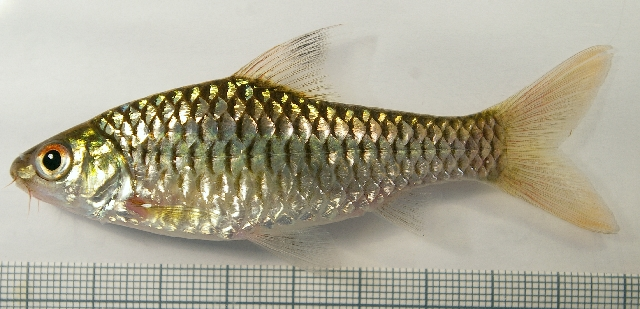
Barbus callipterus

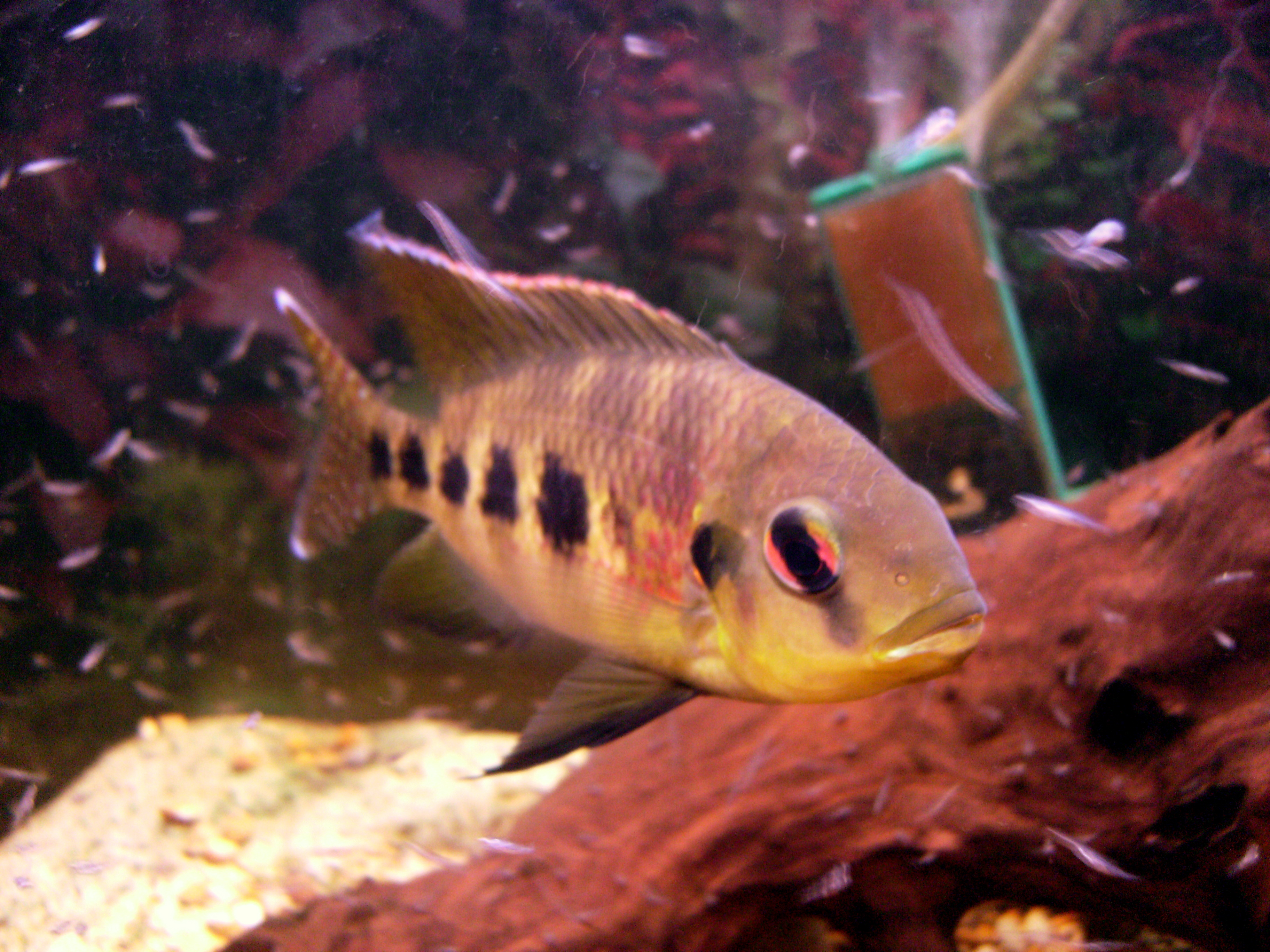
Tilapia mariae

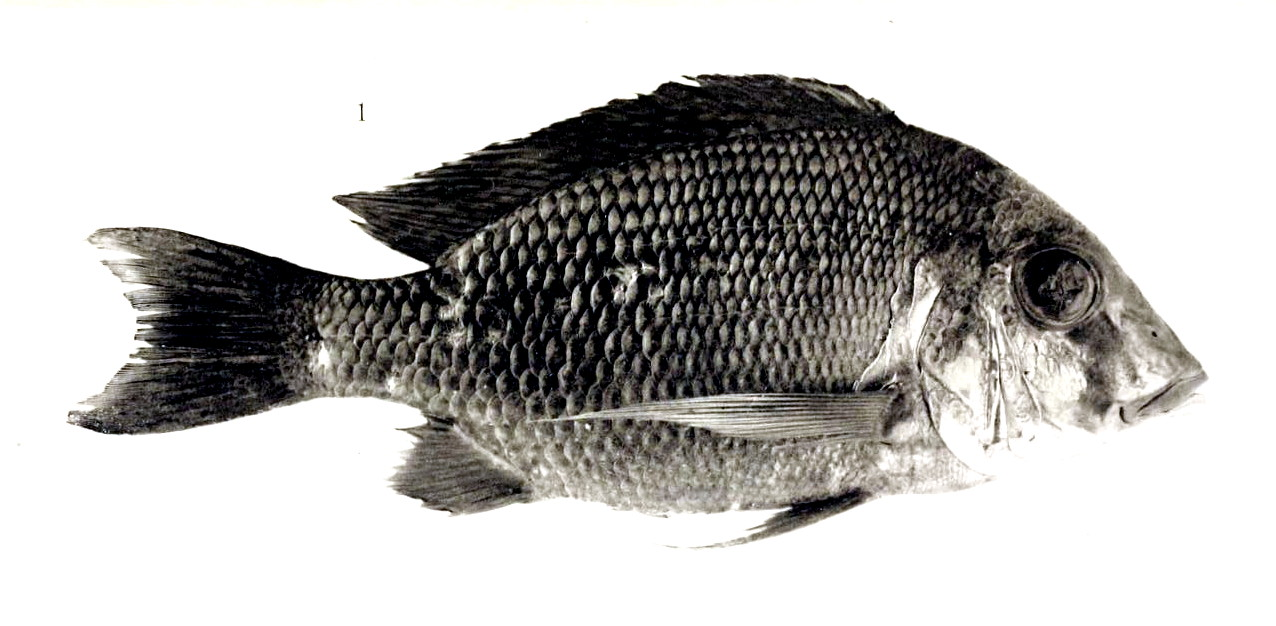
Tylochromis jentinki

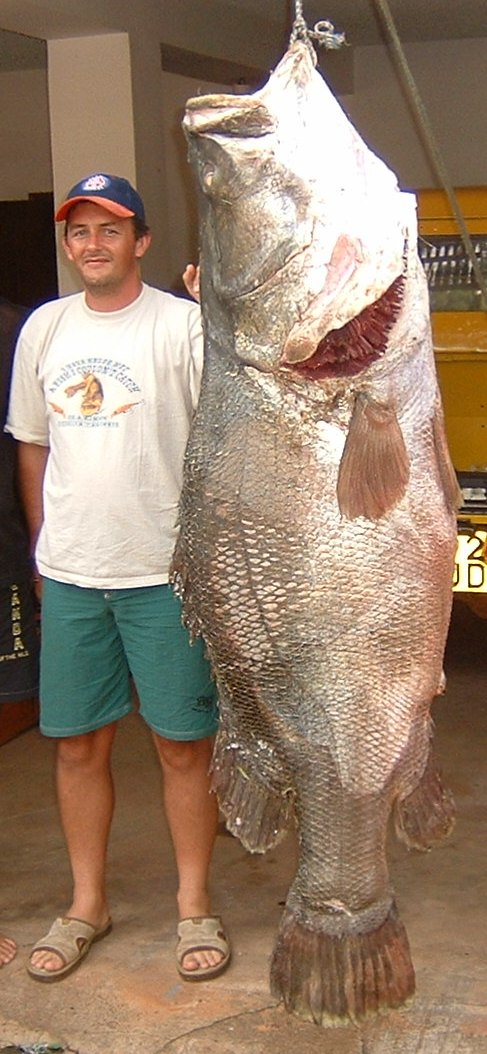
Perca del Nil (Lates niloticus)

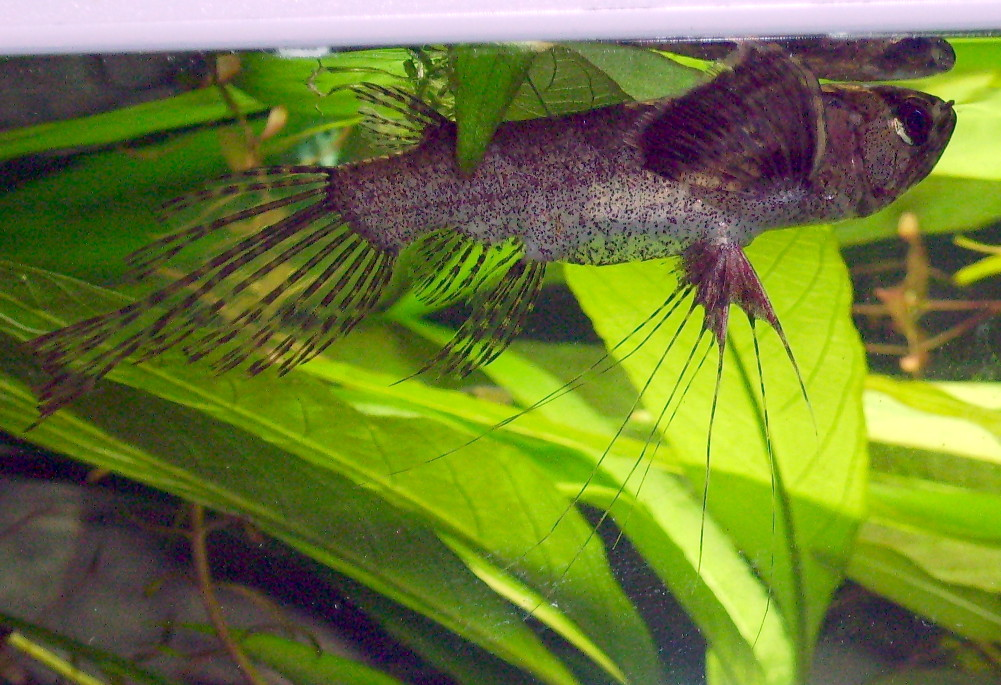
Pantodon buchholzi

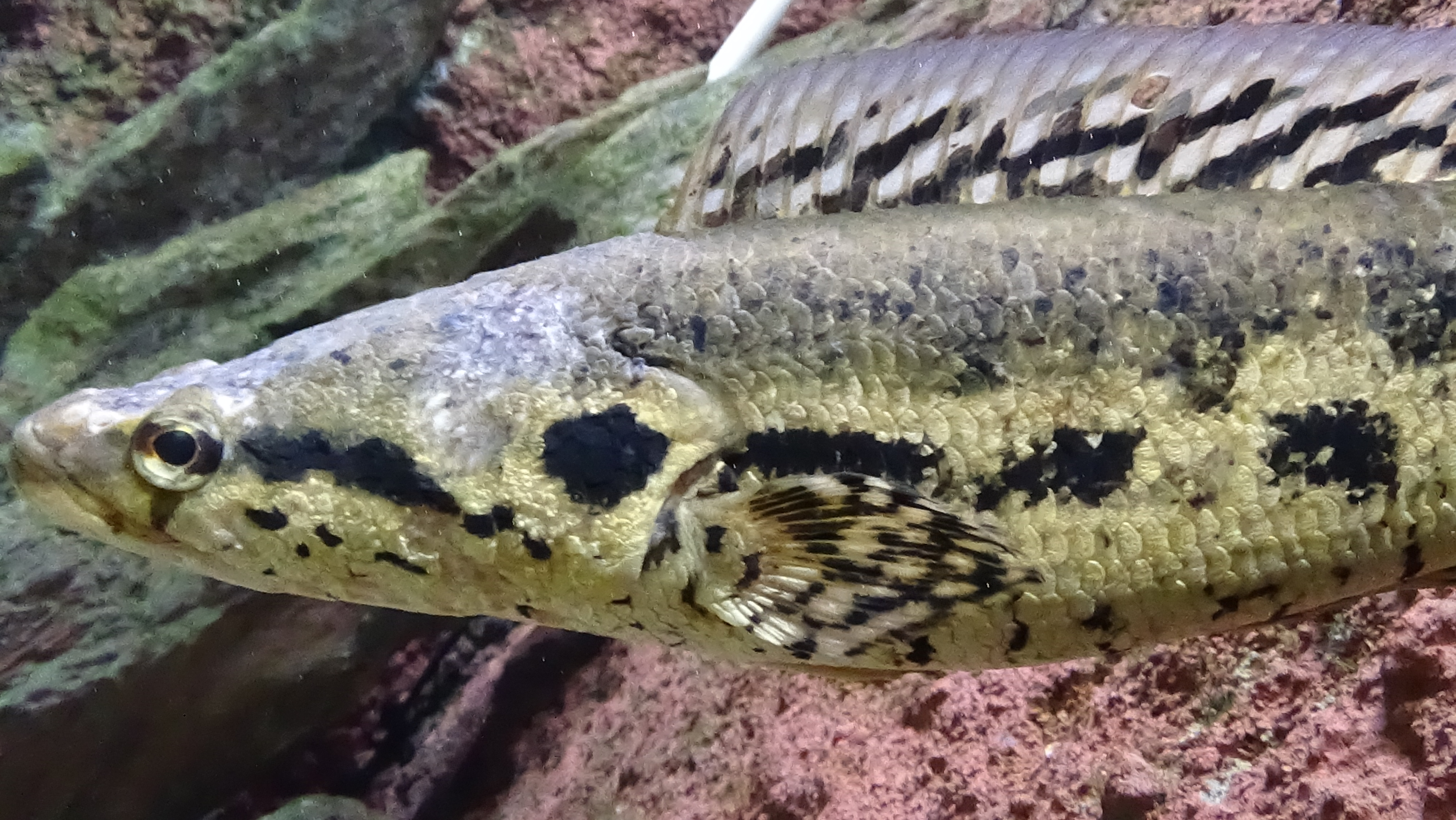
Parachanna obscura

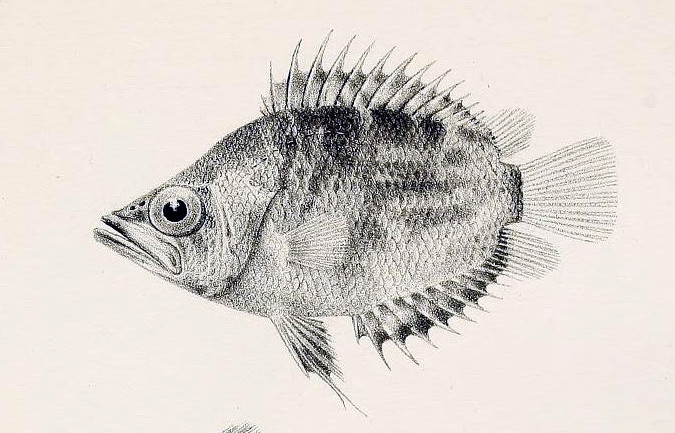
Polycentropsis abbreviata

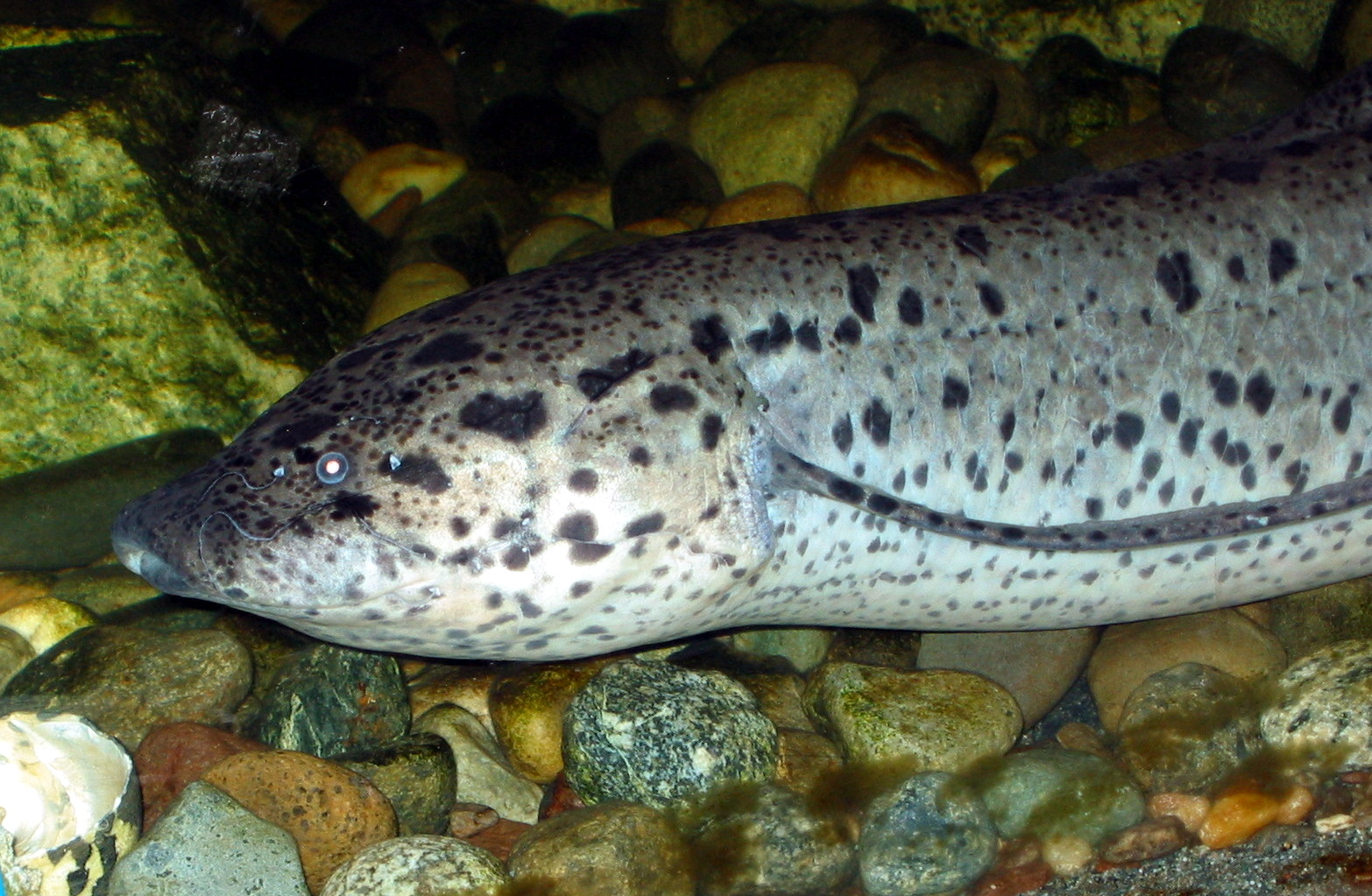
Protopterus annectens

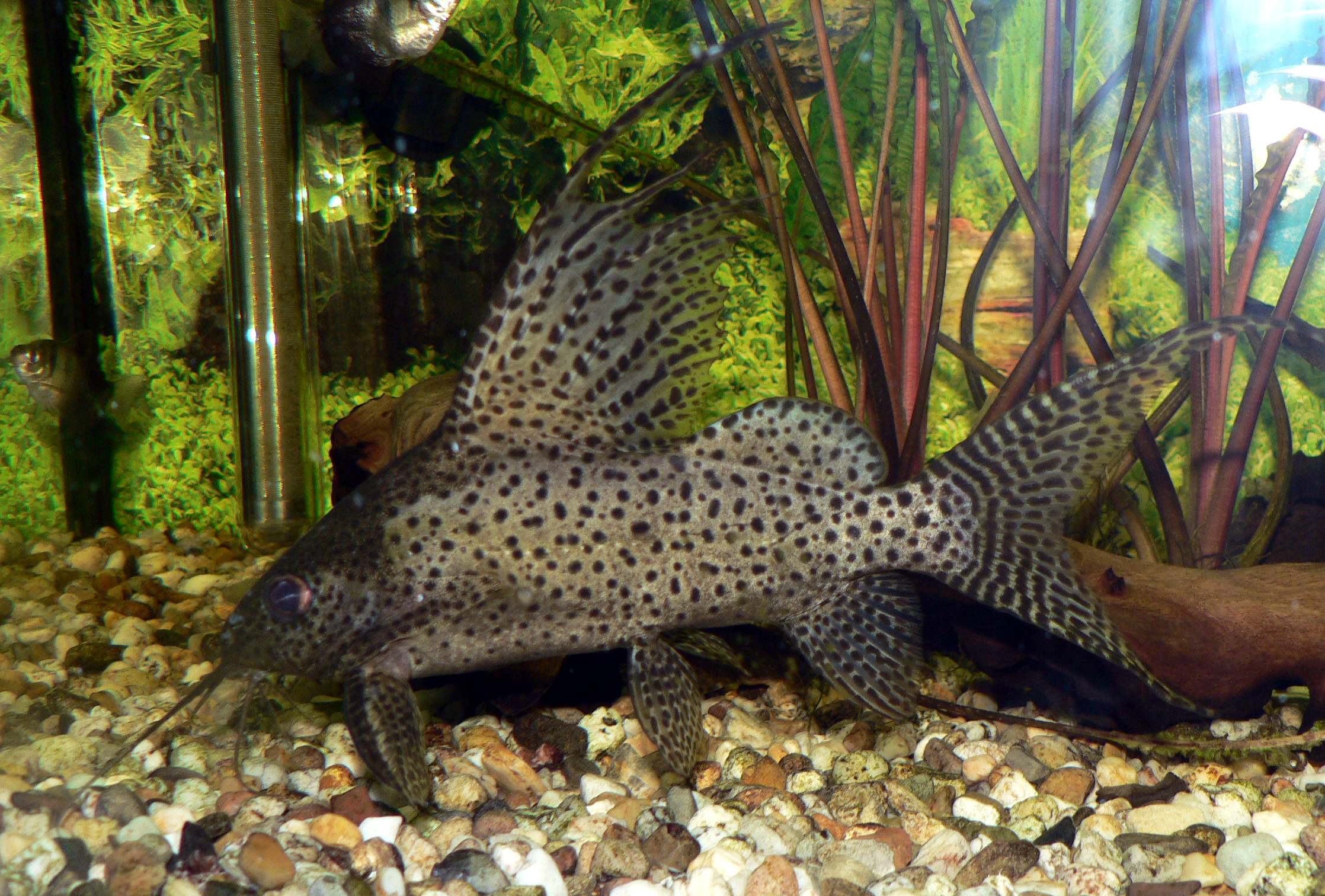
Synodontis eupterus

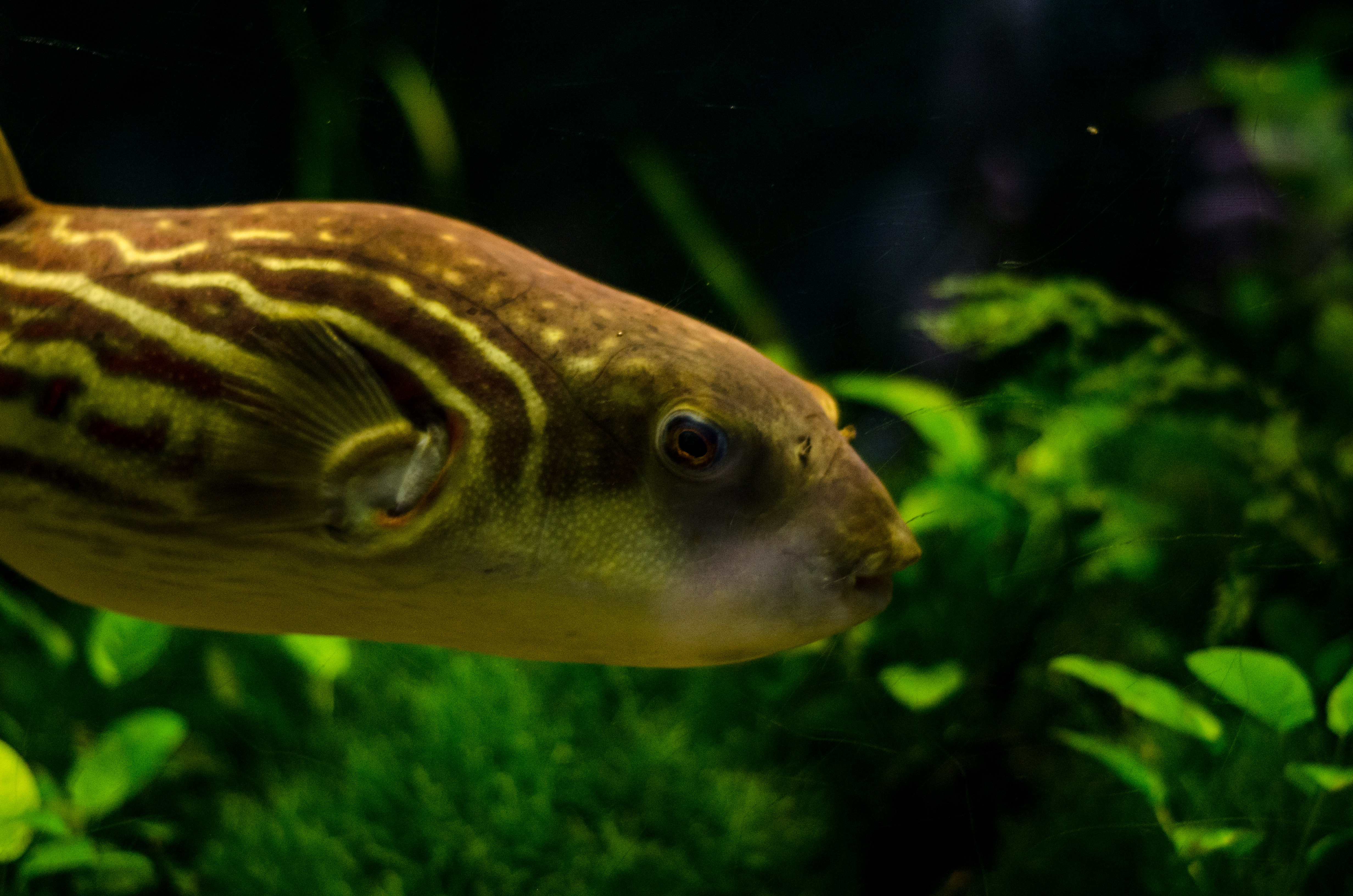
Tetraodon pustulatus

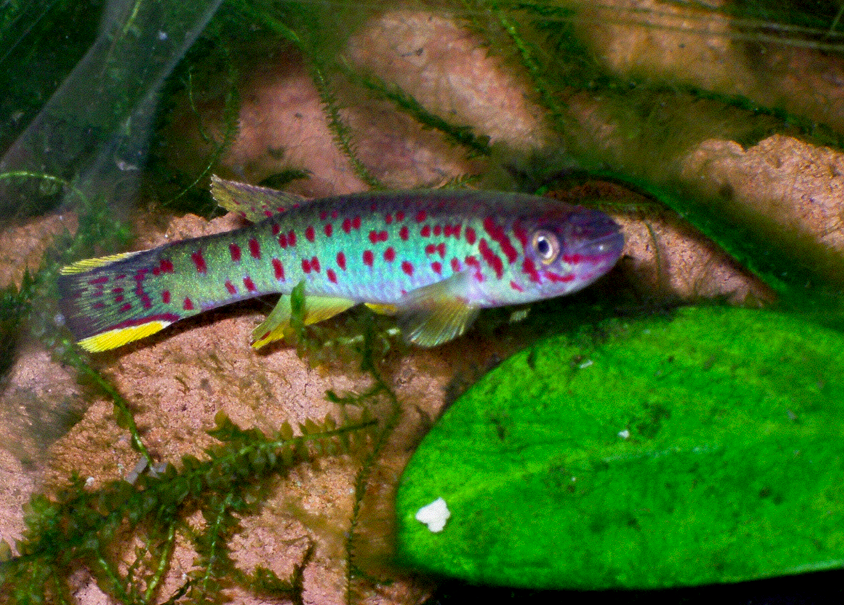
Fundulopanchax scheeli

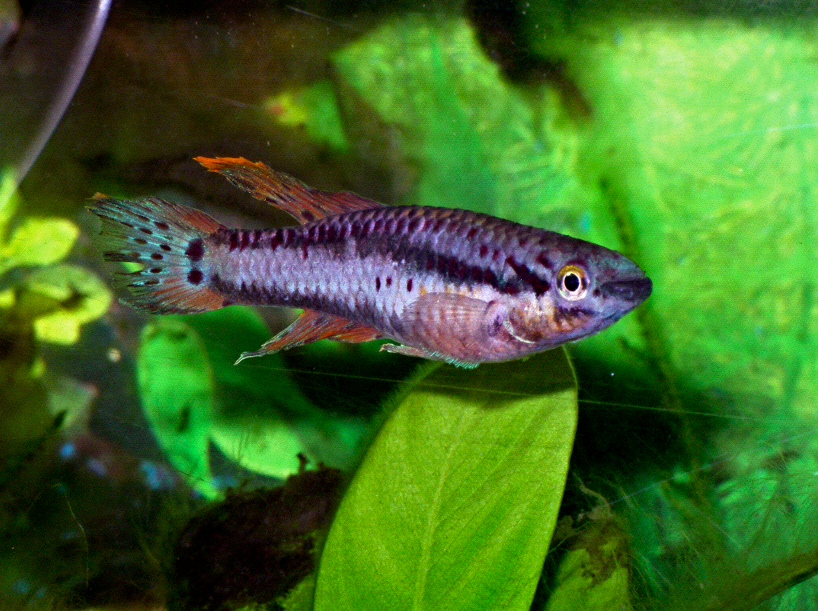
Aphyosemion bivittatum

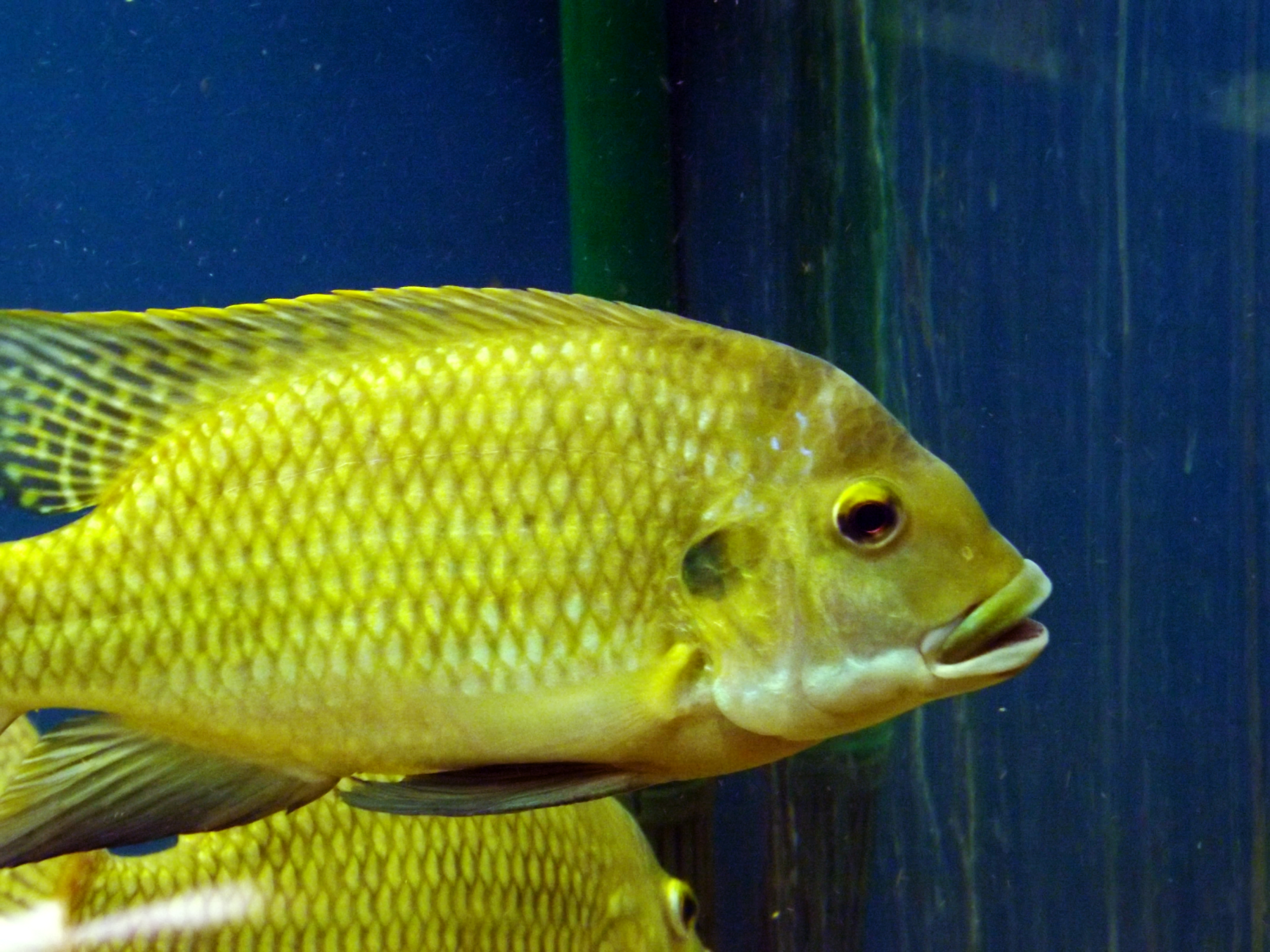
Tilapia zillii

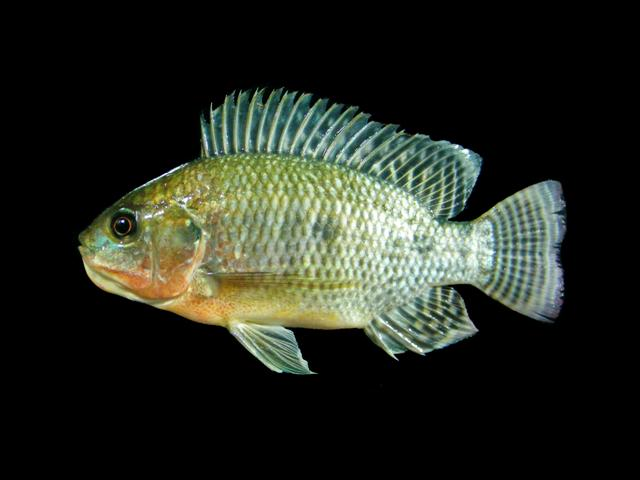
Tilàpia del Nil (Oreochromis niloticus)

Aquesta llista de peixos del riu Cross -incompleta- inclou 180 espècies de peixos que es poden trobar al riu Cross ordenades per l'ordre alfabètic de llur nom científic.

## A
- Alestes baremoze
- Alestes macrophthalmus
- Amphilius atesuensis
- Amphilius korupi
- Aphyosemion bivittatum
- Twostripe lyretail
- Aphyosemion calliurum
- Aphyosemion cameronense
- Aphyosemion splendopleure
- Aplocheilichthys spilauchen
- Auchenoglanis occidentalis
- Awaous lateristriga

## B
- Bagrus docmak
- Barbus ablabes
- Barbus aboinensis
- Barbus callipterus
- Barbus chlorotaenia
- Barbus nigeriensis
- Barbus punctitaeniatus
- Barbus stigmatopygus
- Barbus sublineatus
- Benitochromis batesii
- Bostrychus africanus
- Brienomyrus brachyistius
- Brycinus intermedius
- Brycinus longipinnis
- Brycinus macrolepidotus
- Brycinus nurse
- Bryconaethiops quinquesquamae

## C
- Chiloglanis batesii
- Chiloglanis disneyi
- Chiloglanis niger
- Chiloglanis polypogon
- Chromidotilapia guntheri
- Chrysichthys aluuensis
- Chrysichthys auratus
- Chrysichthys nigrodigitatus
- Citharinus citharus
- Citharinus latus
- Clarias agboyiensis
- Clarias anguillaris
- Clarias buthupogon
- Clarias camerunensis
- Clarias gariepinus
- Clarias jaensis
- Clarias macromystax
- Clarias pachynema
- Ctenopoma kingsleyae
- Ctenopoma nebulosum

## D
- Dasyatis garouaensis
- Dasyatis ukpam
- Denticeps clupeoides
- Distichodus engycephalus
- Distichodus rostratus
- Dormitator lebretonis
- Doumea thysi

## E
- Eleotris daganensis
- Eleotris vittata
- Elops lacerta
- Epiplatys biafranus
- Epiplatys grahami
- Epiplatys infrafasciatus
- Epiplatys sexfasciatus
- Erpetoichthys calabaricus
- Etia nguti[1]

## F
- Fundulopanchax cinnamomeus
- Fundulopanchax gardneri
- Fundulopanchax mirabilis
- Fundulopanchax ndianus
- Fundulopanchax scheeli
- Fundulopanchax sjostedti
- Fundulopanchax spoorenbergi

## G
- Gnathonemus petersii
- Gobiocichla ethelwynnae[2]
- Gobioides sagitta
- Gymnallabes typus
- Gymnarchus niloticus

## H
- Hemichromis bimaculatus
- Hemichromis fasciatus
- Hepsetus odoe
- Heterobranchus isopterus
- Heterobranchus longifilis
- Heterotis niloticus
- Hippopotamyrus castor
- Hydrocynus forskahlii
- Hydrocynus somonorum
- Hydrocynus vittatus

## I
- Ichthyborus monodi
- Isichthys henryi

## K
- Kribia kribensis
- Kribia nana

## L
- Labeo batesii
- Labeo coubie
- Labeo parvus
- Labeobarbus batesii
- Labeobarbus progenys
- Lates niloticus
- Leptocypris crossensis
- Leptocypris niloticus

## M
- Malapterurus beninensis
- Marcusenius mento
- Mastacembelus cryptacanthus
- Mastacembelus nigromarginatus
- Mastacembelus sexdecimspinus[3]
- Micralestes acutidens
- Micralestes elongatus
- Micralestes humilis
- Micropanchax macrophthalmus
- Mormyrops anguilloides
- Mormyrops engystoma
- Mormyrus rume
- Mormyrus tapirus

## N
- Nannaethiops unitaeniatus
- Nannocharax fasciatus
- Nannocharax latifasciatus
- Nannocharax occidentalis
- Nannocharax reidi
- Nannocharax usongo
- Nannocharax zebra
- Neolebias ansorgii
- Neolebias unifasciatus
- Notoglanidium akiri

## O
- Odaxothrissa mento
- Oreochromis niloticus

## P
- Pantodon buchholzi
- Papyrocranus afer
- Parachanna africana
- Parachanna obscura
- Parailia pellucida
- Paramormyrops kingsleyae
- Parauchenoglanis ahli
- Parauchenoglanis monkei
- Pareutropius buffei
- Pellonula leonensis
- Pellonula vorax
- Pelvicachromis pulcher
- Periophthalmus barbarus
- Petrocephalus ansorgii
- Petrocephalus bovei
- Petrocephalus simus
- Phago loricatus
- Phractolaemus ansorgii
- Phractura clauseni
- Pollimyrus adspersus
- Polycentropsis abbreviata
- Polypterus palmas
- Polypterus senegalus
- Polypterus teugelsi[4]
- Porogobius schlegelii
- Procatopus aberrans
- Procatopus nototaenia
- Procatopus similis
- Protopterus annectens

## R
- Raiamas nigeriensis
- Raiamas senegalensis
- Rhabdalestes septentrionalis

## S
- Sarotherodon galilaeus
- Sarotherodon knauerae
- Sarotherodon lamprechti
- Sarotherodon melanotheron
- Schilbe brevianalis
- Schilbe intermedius
- Schilbe micropogon
- Schilbe mystus
- Schilbe uranoscopus
- Synodontis eupterus
- Synodontis nigrita
- Synodontis obesus
- Synodontis omias
- Synodontis robbianus
- Synodontis schall

## T
- Tetraodon pustulatus
- Thysochromis ansorgii
- Tilapia ejagham
- Tilapia fusiforme
- Tilapia guineensis
- Tilapia mariae
- Tilapia nigrans
- Tilapia zillii
- Tylochromis jentinki
- Tylochromis sudanensis[5]